# یواس‌اس الکونا (ای‌کی-۱۵۷)
یواس‌اس الکونا (ای‌کی-۱۵۷) (به انگلیسی: USS Alcona (AK-157)) یک کشتی بود که طول آن ۳۸۸ فوت ۸ اینچ (۱۱۸٫۴۷ متر) بود. این کشتی در سال ۱۹۴۴ ساخته شد.